# Guru Angad
Cette page contient des caractères d'alphasyllabaires indiens. En cas de problème, consultez Aide:Unicode.
Guru Angad (pendjabi : ਗੁਰੂ ਅੰਗਦ (Gurū Angad)) (1504 - 1552) est le deuxième des dix Gurus du sikhisme, premier successeur du premier maître spirituel des Sikhs, Guru Nanak.
Né au Penjab (Inde) en 1504, il s'appelle d'abord Lehna. Il semble qu'il soit lui-même considéré comme un guide spirituel quand il rencontre l'enseignement de Guru Nanak, dont il devient un disciple dévoué. Celui-ci reconnaît en lui son successeur à la tête de la jeune communauté sikh, et la lui confie en 1539, le baptisant du nom d'Angad, « de ma propre chair » en pendjabi (de la racine sanskrite ang qui veut dire « partie du corps »), comme pour signifier que Guru Angad est un prolongement de Guru Nanak, et que c'est la même lumière et la même sagesse qui animent le corps des maîtres successifs, et qu'il n'y a pas de discontinuité dans l'enseignement. De là vient le fait que tous les successeurs de Guru Nanak parleront d'eux-mêmes en s'appelant Nanak. 
Dans la continuité de Guru Nanak, Guru Angad veut mettre l'enseignement spirituel à la portée de tous, par delà les différences de castes, de religions, d'ethnies, de sexes, et autres, qui compartimentent et hiérarchisent implacablement la société indienne médiévale. Or l'enseignement spirituel est alors aux mains de la caste la plus élevée, celle des brahmanes (clergé, lettrés), et n'est alors diffusé qu'en sanskrit, langue lue, comprise, et enseignée par eux seuls.
Inspiré par Guru Nanak, qui composait sa poésie mystique dans les langues populaires (pendjabi ancien, principalement), Guru Angad crée un nouvel alphabet, le Gurmukhi, simple et permettant de retranscrire toutes les sonorités linguistiques des langues populaires du nord de l'Inde, et rapidement vecteur d'un enseignement spirituel qui s'adresse à tous.
Guru Angad insiste aussi sur la pratique du Seva, ou service désintéressé (auprès des pauvres et des malades notamment). Ses contributions au dharma Sikh sont illustrées par les 62 hymnes qu'il rédigea au cours de sa vie. 
Avant sa mort à Amritsar, il reconnaît comme successeur son disciple Guru Amar Das qui devint ainsi le troisième guru des Sikhs. 